# Wadi Feiran

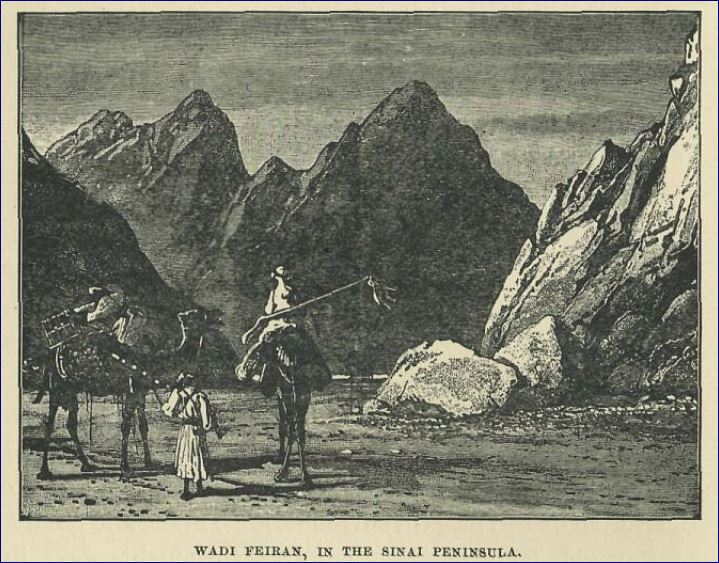
La roccia dalla quale si suppone Mosè fece scarurire una sorgente d'acqua

Wadi Feiran è la più grande valle (wadi) della penisola del Sinai. Si trova nel luogo in cui sorge il monastero di Santa Caterina, a 2500 metri s.l.m.. È importante perché secondo le scritture ebraiche, Rephidim, Mosè colpendo una roccia, fece scaturire una sorgente per fornire acqua potabile al suo popolo nel deserto.

## Descrizione
La valle è lunga circa 130 km. e si trova nella parte meridionale della penisola del Sinai. Le sue zone superiori, attorno al Monte Sinai, sono conosciute come Wadi el-Sheikh. Sbocca nel mar Rosso, nel golfo di Suez, a 27 km a sud-est di Abu Zenima.
Tolomeo la identificò come il deserto di Paran. La collina vicina è le Tell Feiran.

## Oasi Feiran
L'oasi di Feiran, precedentemente nota come El Hesweh, si trova a circa 4,8 km dal wadi, e a 45 km a monte della foce.

## Beduini del Sinai
I beduini, nomadi che vivevano in tende di pelle di capra ma ora vivono in capanne di pietra, offrono tradizionalmente la loro ospitalità agli ospiti del Wadi Feiran e dell'Oasi di Feiran, vicino al Monte Sinai. Sono generalmente onorati di offrire ospitalità ai viaggiatori. Possono offrire tè, caffè e, nel 2003, si sono sentiti obbligati a macellare un animale per i loro ospiti. Werner Braun, un fotoreporter, li ha fotografati al Wadi Ferian.
Le guide di viaggio, tuttavia, consigliano ai visitatori di non approfittare dell loro benvenuto, riferendo che i beduini ritengono che un soggiorno ragionevole sia di tre giorni: il primo giorno è per salutare, il secondo per mangiare e il terzo per parlare. Alla quarta mattina, il visitatore che non parte è sgradito "come il serpente maculato".
I pellegrini e i turisti interessati vengono qui e nelle vicinanze del monastero di Santa Caterina. Per un certo periodo, un monaco del monastero mantenne anche una piccola chiesa e una fattoria a Wadi Feiran.